# Mausoleu de Santa Costanza

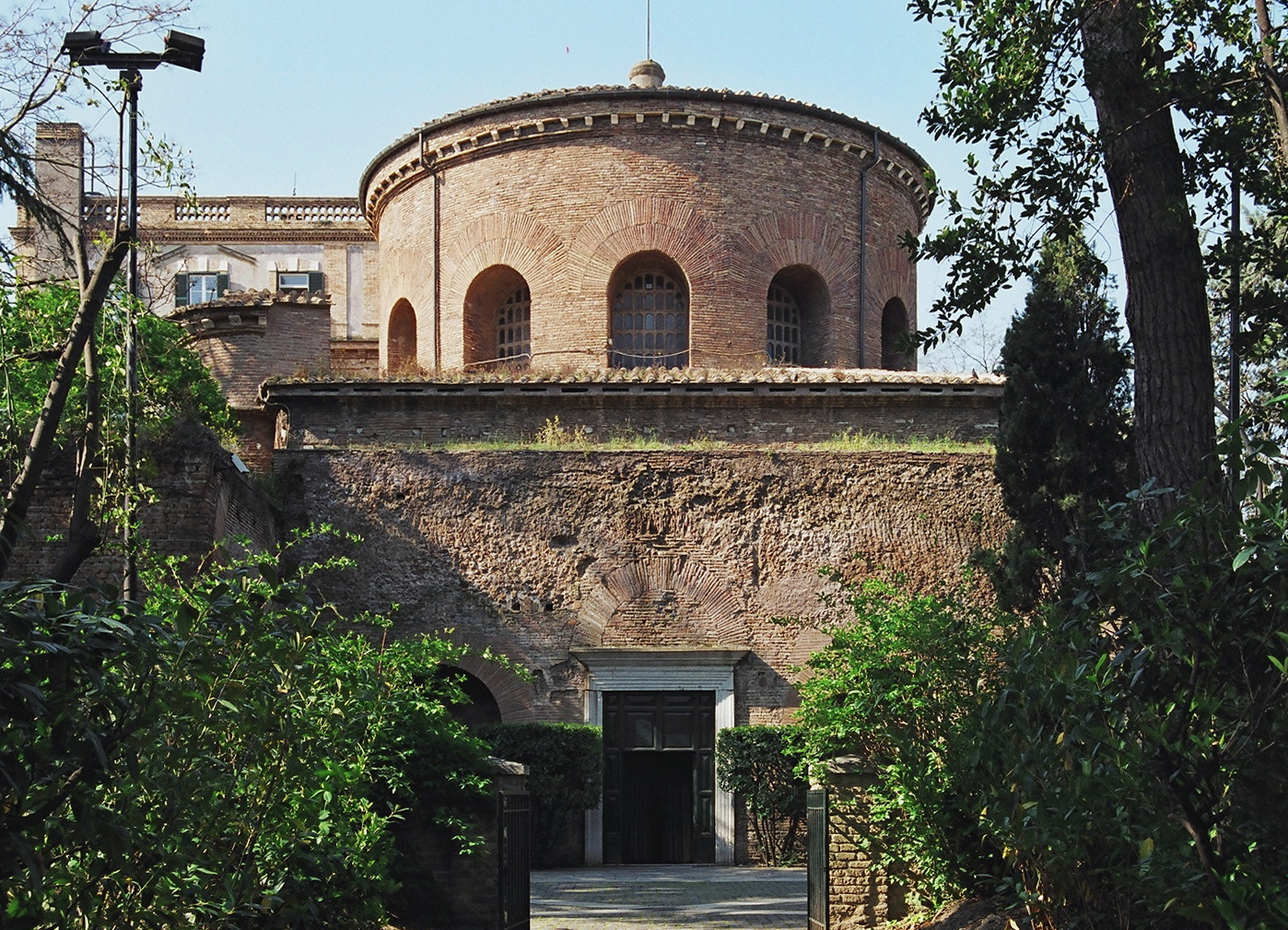
Vista exterior del mausoleu de Santa Costanza.

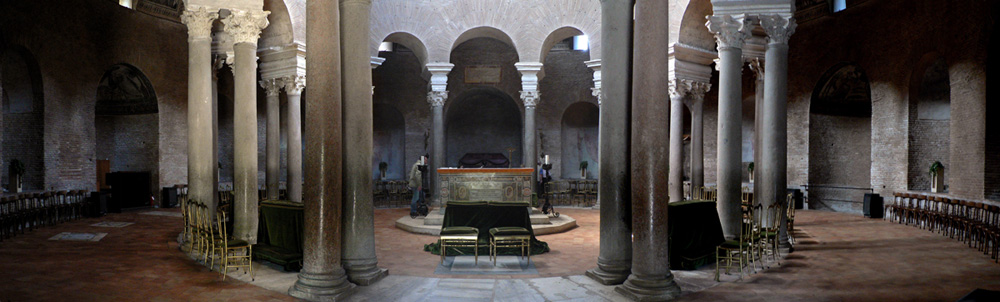
Vista interior

El mausoleu de Santa Costanza, avui església de Santa Costanza, va ser construït a principis del segon quart del segle iv per l'emperador Constantí (Constantí I el Gran) a Roma. És un dels millors exemples d'edifici de planta circular de l'arquitectura paleocristiana i un dels edificis funeraris millor conservats. L'emperador Constantí va fer construir el mausoleu per a l'enterrament de la seva filla Constança (Costanza), avui Santa Constança, morta el 330.

## Breu història
Aquest mausoleu formava part del conjunt basilical que l'emperador havia fet construir uns anys abans a prop de la tomba de Santa Agnès (Santa Agnese fuori le Mura), de qui Constança n'era devota. La basílica tenia la funció de cementiri cobert, i se situava extramurs com era obligatori en aquell temps. De la basílica només en queden restes de l'absis i murs laterals, si bé suficients per apreciar la gran dimensió que l'edifici havia tingut: 40,30 x 98,30 metres.
El mausoleu estava annexat a la basílica, i s'hi accedia des de la nau lateral Sud-oest, transversalment a l'eix principal de la basílica. Degut a la seva planta circular va ser utilitzat com a baptisteri a partir del segle VII. La conversió de l'antic mausoleu en l'actual església es produí més tard, el 1254.
Les darreres investigacions (excavacions de Stanley, 1992) han obert alternatives a la interpretació tradicional que suposen l'existència d'un antic baptisteri de planta trilobular, construït anteriorment al mateix lloc i que va ser substituït per l'actual mausoleu. Sota aquest supòsit la data de construcció del mausoleu seria una mica més tardana (tercer quart del segle iv) i s'hauria edificat per a enterrar-hi Helena, la filla petita de l'emperador Constantí, morta el 360 - 361.

## Els orígens de la planta circular
A partir de l'Edicte de Milà de 313 es va tenir la necessitat d'establir una nova tipologia d'edifici religiós conseqüent amb la nova religió de l'imperi, en substitució dels tipus tradicionals vinculats al paganisme. Tres nous models apareixen a la història de l'arquitectura sota Constantí, si bé són reinterpretacions de models anteriors: les esglésies-basíliques, els baptisteris i els mausoleus. Els dos darrers varen adoptar majoritàriament la planta centralitzada, circular o poligonal, que millor s'adaptava a la complexa funció a que era destinat.
Els mausoleus no només eren tombes monumentals, sinó que també obeïen a funcions de culte i oració. A voltes tenien un caràcter commemoratiu a la memòria d'un heroi o un màrtir (martyrium), i esdevenien llocs de pelegrinatge.
A partir d'aquest moment històric la majoria de les construccions funeràries cristianes adoptaran la forma de planta central, rematada per una cúpula.

## Descripció arquitectònica
L'edifici està constituït per un nucli central de planta circular cobert per una cúpula hemisfèrica sobre tambor que s'alça sobre una arcada contínua, també circular, formada per 12 parells de columnes disposades radialment. Aquest nucli central està rodejat per un altre espai circular a manera de deambulatori, més baix que el central, cobert amb volta de canó anular. L'accés es produïa per un nàrtex o vestíbul, avui desaparegut, configurat com un espai de transició entre la basílica i el mausoleu. Aquest nàrtex, amb costats absidiats, podria correspondre amb l'emplaçament de l'antic baptisteri, de dimensions més reduïdes.

### Interior

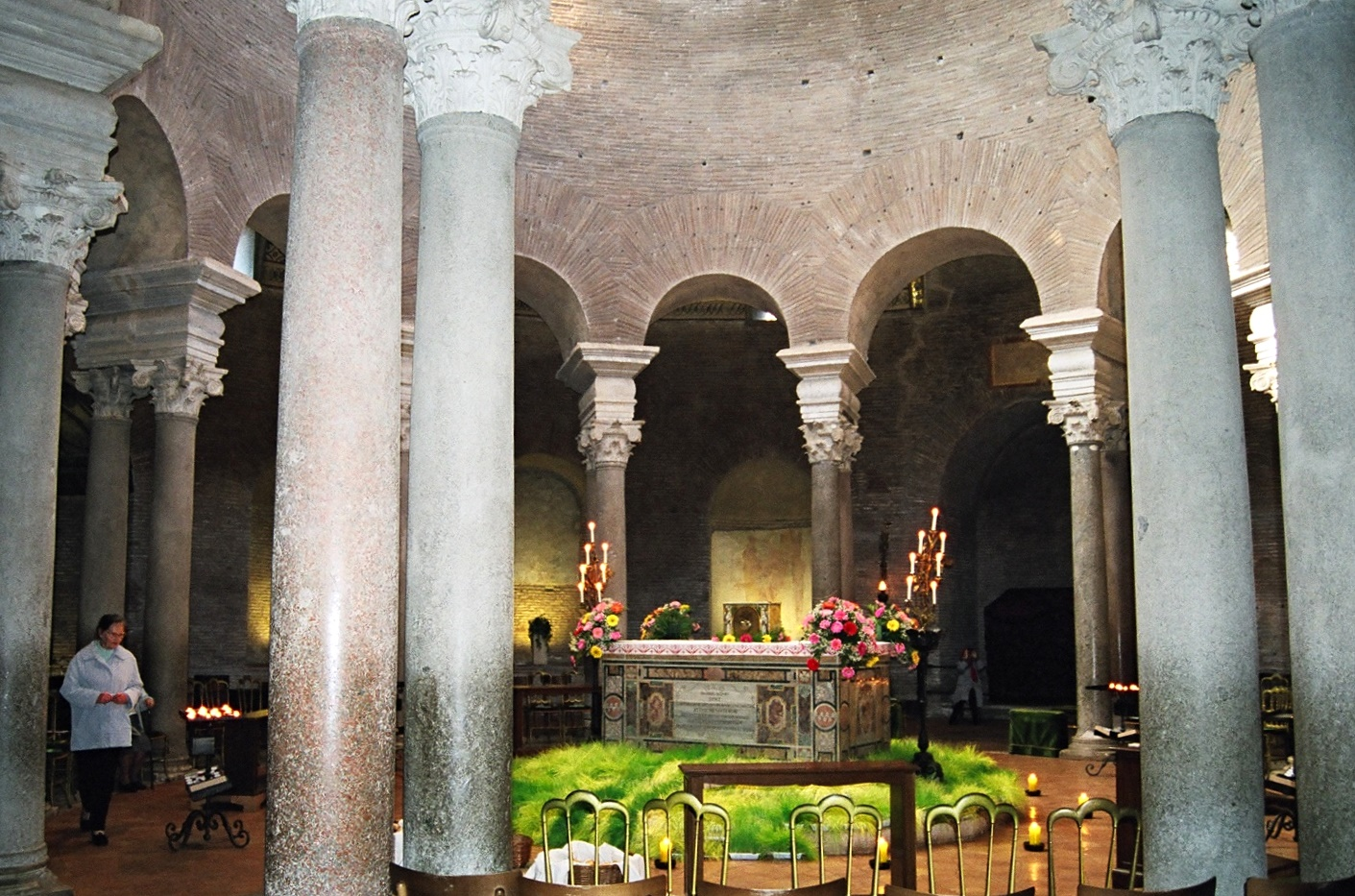
Interior del mausoleu de Santa Costanza.

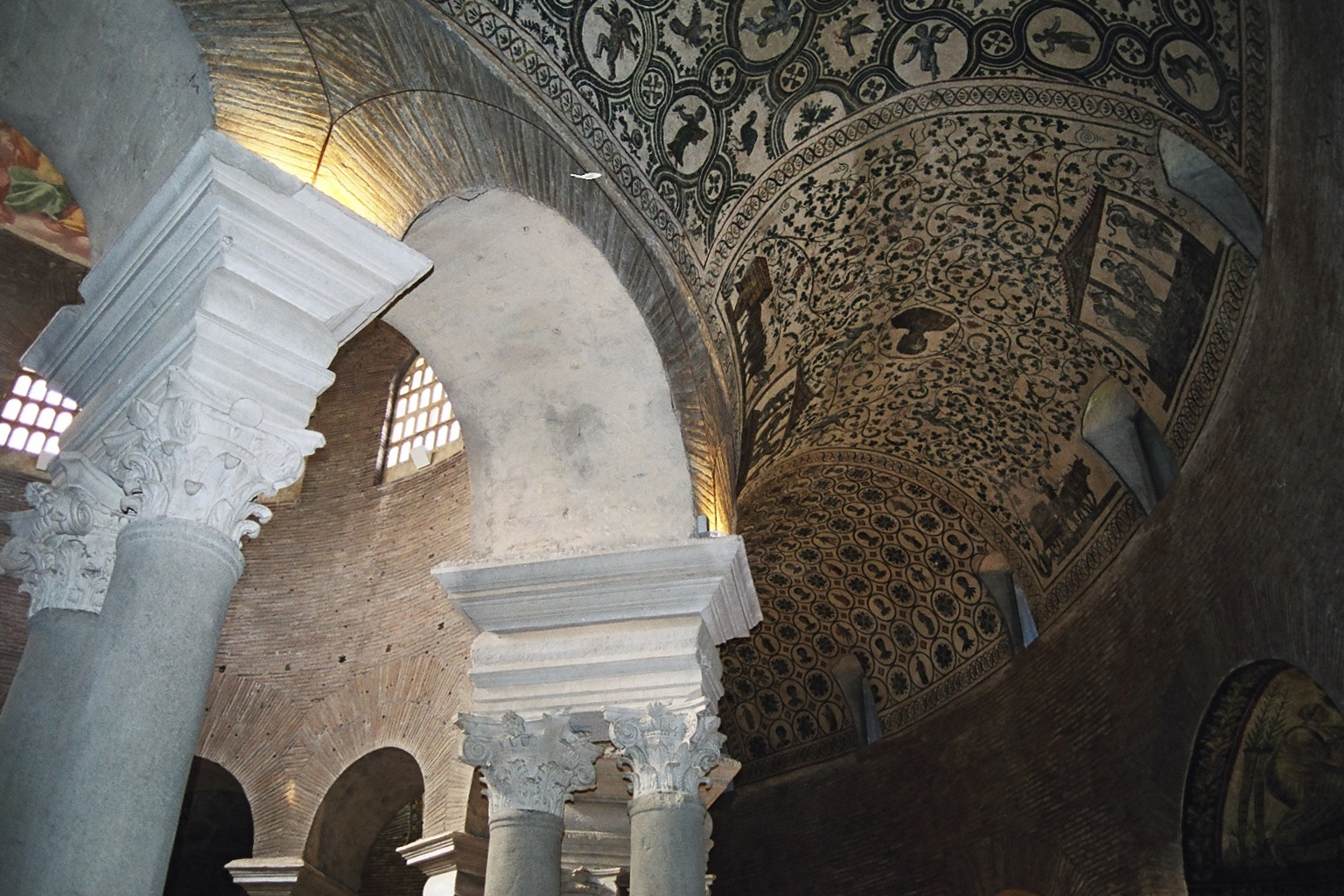
Interior del mausoleu de Santa Costanza. Volta anular del deambulatori

L'espai central està fortament il·luminat per 12 finestrals tancats amb gelosies, un damunt de cada buit format pels intercolumnis. Aquesta explosió de llum contrasta amb la foscor del deambulatori, només obert a l'exterior per petites obertures situades just a l'arrencada de la volta, de dimensions molt més reduïdes que les finestres del tambor. Segons Zevi aquest contrast és intencionat:
... l'obra esta concebuda a girar incessantment en el fosc camí perimetral, per després ser atrets cap a l'interior
- La cúpula és hemisfèrica amb un diàmetre de 22,50 m, i s'aixeca sobre un elevat tambor perforat. Com que treballa a compressió genera empentes horitzontals en els seus suports, que són absorbides pels gruixuts murs de tancament mitjançant la volta del deambulatori. El seu interior estava recobert de mosaics, avui desapareguts.
- Les columnes són d'ordre compost, de granit llis, amb cimacis disposats radialment. Aquests cimacis tenen una dimensió considerable, necessària per abraçar els dos capitells, un per columna.
- Els arcs que sustenten les columnes tenen un gruixut intradós, dimensió necessària per suportar la compressió de la cúpula. La perduda decoració ens mostra la riquesa de l'aparell de fàbrica, en doble filada de maó
- El mur de tancament perimetral és també circular i està articulat per 12 nínxols de diferents dimensions, un per cada intercolumni, llevat de l'espai correspon a l'accés. El nínxol situat al final de l'eix longitudinal té un paper absidal. El joc de llums i ombres que produeixen els nínxols contribueix a centrifugar l'espai i dotar l'edifici d'un especial dinamisme.

### La concepció de l'espai
Santa Costanza és un exemple paradigmàtic de la nova concepció de l'espai paleocristià, basat en la directriu humana: l'espai perd la centralitat romana i es dilata, es fa dinàmic i es jerarquitza a partir d'eixos pels que es desplega la visió del conjunt. En paraules de Zevi:
Aquest Mausoleu nega el sentit romà de la gravetat estàtica, substituint els murs per una teoria de meravelloses columnes aparellades que, per la seva orientació radial i el suggeriment lineal dels arquitraus que descansen sobre cada parell, indiquen a l'espectador el centre de l'edifici des de qualsevol punt de l'anella circumdant
Una anàlisi detallada de la disposició d'arcades i nínxols permet apreciar que la disposició dels arcs no és regular: sobre els dos eixos principals els arcs són més alts i amples, el que condiciona la situació dels nínxols excavats al mur de tancament, que dilaten l'espai amb les seves ombres. Sorprèn aquesta concepció espacial on la lògica constructiva se supedita a la visual, que emfatitza la visió del sarcòfag, sota la cúpula en manifesta ruptura de la tradició clàssica de la perfecció simètrica.
Aquesta estructura comporta un curiós esquema geomètric corresponent a una creu grega inscrita a una circumferència.

### Exterior
La visió del conjunt des de l'exterior permet endevinar la relació dels espais interns: originalment s'apreciaven tres cobertes concèntriques corresponents a la cúpula central, la volta de canó anular del deambulatori i la corresponent a un pòrtic o peristil exterior, avui desaparegut. Aquest segon deambulatori exterior rodejava tot l'edifici i desembocava en el nàrtex del mausoleu. Encara són apreciables les seves empremtes. L'edifici
reflecteix les característiques principals de l'arquitectura de Constantí: grandiositat, simplicitat de la planta i de l'exterior, sumptuositat a l'interior

### Mètode constructiu
La cúpula de Santa Costanza és un molt bon exemple dels mètodes constructius de l'antiguitat romana, que utilitza un sistema mixt de fàbrica de maó i formigó: una estructura formada per amples nervadures de maons disposada en la direcció dels meridians venia travada per filades de maons col·locats plans, segons la direcció dels paral·lels. Els cassetons que en resulten eren omplerts pel formigó. L'estabilitat estructural s'aconsegueix amb la reducció del seu propi pes utilitzant formigó a base de pedra volcànica esmicolada.

## Decoració

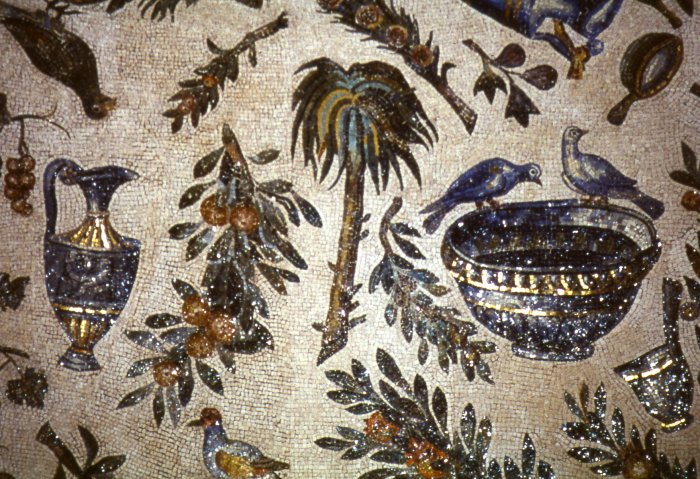
Mosaic de la volta

De la decoració original s'han conservat els extraordinaris mosaics de la volta del deambulatori, amb diversos motius: geomètrics, pàmpols, gerres de libació, putti, motius vegetals i animals. Els motius barregen simbologies paganes i cristianes. Segons G. Mackie Santa Costanza reflecteix "la nova iconografia de la fe cristiana en els primers anys de la seva legitimitat en el si de l'imperi romà"
La disposició dels mosaics del deambulatori segueixen una curiosa seqüència jeràrquica: les imatges guanyen complexitat a mesura que ens apropem a l'absis, al final de l'eix longitudinal. Els mosaics que se situen a l'accés formen motius geomètrics simples, mentre que els situats junt a l'absis mostren una major densitat d'imatges.
En el nínxols del deambulatori hi trobem mosaics amb temes figuratius, clarament cristians: el lliurament de les claus a Sant Pere i la Traditio Legis, Crist lliurant la "Nova Llei" a Sant pere i Sant Pau. Aquests mosaics corresponen a l'època en què el mausoleu va ser adaptat per a baptisteri (S. VII).
La cúpula també estava coberta de mosaics, avui desapareguts, car foren substituïts el 1620 per frescos amb escenes del Nou Testament.
Els murs despullats que avui mostren l'aparell constructiu de fàbrica de maó, estaven ricament revestits de marbres, presumiblement de variats colors, en opus sectile, és a dir mitjançant una tècnica de retall de plaques de marbre de diverses grandàries i colors, component figures geomètriques.